# 1958 en Tunisie
Chronologie de la Tunisie
- 1954
- 1955
- 1956
- 1957
- 1958
- 1959
- 1960
- 1961
- 1962

Cet article présente les faits marquants de l'année 1958 en Tunisie ou relatifs à la Tunisie.

## Événements
- 8 février : l'aviation française bombarde le village de Sakiet Sidi Youssef, qui abrite un camp du FLN algérien, tuant des dizaines d'habitants.
- 6 mars : Tahar Ben Ammar est arrêté, puis libéré le 25 juillet.
- 22 mai : Bourguiba prononce un discours sur la bataille de Remada[1].
- 17 juin : les derniers soldats français stationnés au sud du pays évacuent leurs bases.
- 24 juin : les ministres des gouvernements Baccouche et Mzali sont arrêtés.
- 8 septembre : le procès de Tahar Ben Ammar s'ouvre ; Béchir Ben Yahmed, directeur du journal L'Action, se désolidarise du procès doit quitter le journal alors que Mohamed Masmoudi qui le soutient doit démissionner.
- 18 octobre : le dinar tunisien remplace le franc tunisien en vigueur avant l'indépendance.

## Sports
- Championnats de Tunisie d'athlétisme 1958

### Football
- Équipe de Tunisie de football en 1958
- Championnat de Tunisie de football 1957-1958
- Championnat de Tunisie de football 1958-1959
- Coupe de Tunisie de football 1957-1958
- Coupe de Tunisie de football 1958-1959

### Handball
- Championnat de Tunisie masculin de handball 1957-1958
- Championnat de Tunisie masculin de handball 1958-1959

### Volley-ball
- Équipe de Tunisie de volley-ball en 1958
- Championnat de Tunisie masculin de volley-ball 1957-1958
- Championnat de Tunisie masculin de volley-ball 1958-1959

## Culture
- Les Anneaux d'or est un film tunisien réalisé en 1956 par René Vautier et sorti en 1958, qui s'inspire de l'histoire vraie des origines de la coopérative de Mahdia.

## Naissances en 1958
- Naissance en Tunisie en 1958

## Décès en 1958
- Décès en Tunisie en 1958